# The Story of The Who
The Story of The Who es un álbum recopilatorio del grupo británico The Who, publicado por la compañía discográfica Polydor Records en septiembre de 1976. El álbum fue publicado exclusivamente en el Reino Unido y con una lista diferente de canciones en Japón, y alcanzó el puesto dos en la lista británica UK Albums Chart. The Story of The Who nunca fue reeditado en disco compacto.

## Lista de canciones
Todas escritas y compuestas por Pete Townshend excepto donde se anota.
Disco uno
1. Magic Bus – 4:33 (Sencillo)
2. Substitute – 3:48 (Sencillo)
3. Boris the Spider (John Entwistle) – 2:26 (A Quick One)
4. Run Run Run – 2:44 (A Quick One)
5. I'm a Boy – 2:36 (Sencillo)
6. (Love is Like A) Heat Wave (Holland–Dozier–Holland) – 2:41 (A Quick One)
7. My Generation (Live Edit) – 3:17 (Live at Leeds)
8. Pictures of Lily – 2:47 (Sencillo)
9. Happy Jack – 2:13 (A Quick One)
10. The Seeker – 3:24 (Sencillo)
11. I Can See for Miles – 4:17 (The Who Sell Out)
12. Bargain – 5:31 (Who's Next
13. Squeeze Box – 2:42

Disco dos
1. Amazing Journey – 3:26 (Tommy)
2. Acid Queen – 3:34 (Tommy)
3. Do You Think It's Alright? – 0:26 (Tommy)
4. Fiddle About (Entwistle) – 1:30 (Tommy)
5. Pinball Wizard – 3:01 (Tommy)
6. I'm Free – 2:39 (Tommy)
7. Tommy's Holiday Camp (Keith Moon) – 0:57 (Tommy)
8. We're Not Gonna Take It – 3:36 (Tommy)
9. Summertime Blues (live) (Eddie Cochran, Jerry Capehart) – 3:29 (Live at Leeds)
10. Baba O'Riley – 5:09 (Who's Next)
11. Behind Blue Eyes – 3:44 (Who's Next)
12. Slip Kid – 4:32 (The Who By Numbers)
13. Won't Get Fooled Again – 8:33